# Estación Los Eucaliptos
Los Eucaliptos era el nombre que recibía una estación de ferrocarril ubicada en el paraje rural del mismo nombre, en las áreas rurales del partido de Monte, provincia de Buenos Aires, Argentina.

## Servicios
La estación era intermedia del otrora Ferrocarril Provincial de Buenos Aires para los servicios interurbanos y también de carga hacia y desde La Plata, Mira Pampa, Loma Negra y Azul. No opera servicios desde 1961.Su edificio fue demolido.